# Spilosoma fortunata
Spilosoma fortunata är en fjärilsart som beskrevs av Otto Staudinger 1892. Spilosoma fortunata ingår i släktet Spilosoma och familjen björnspinnare. Inga underarter finns listade i Catalogue of Life.